# أكرضا (تسكدلت)
أكرضا هي إحدى مشيخات المملكة المغربية، تتبع جغرافيا لإقليم شتوكة آيت باها وإداريًا لتسكدلت. يقدر عدد سكانها بـ 640 نسمة حسب الإحصاء الرسمي للسكان والسكنى لسنة 2004.